# Gobitrichinotus
Gobitrichinotus is een geslacht van straalvinnige vissen uit de familie van lansvissen (Kraemeriidae).

## Soorten
- Gobitrichinotus radiocularis Fowler, 1943
- Gobitrichinotus arnoulti Kiener, 1963